# NGC 3946
NGC 3946 este o liner situată în constelația Leul. A fost descoperită în 23 aprilie 1886 de către Guillaume Bigourdan⁠(d).